# Остапенко Юлія Володимирівна
Юлія Володимирівна Остапенко — українська письменниця-фантаст, працює в жанрі чорного психологічного фентезі.

## Біографія
Народилася 1980 року у Львові (Україна), де й мешкає. За освітою психолог, викладає у педагогічному коледжі при Львівському національному університеті.
Починаючи з 2002 року Юлія Остапенко публікується в різних періодичних виданнях Росії та України. У 2003 році її твори у жанрі фентезі увійшли до шорт-аркушу національної російської премії «Дебют». Вигравала письменницькі конкурси, що проводяться в інтернеті, включаючи «Рвану Грелку-8», за підсумками якого розповідь «Ромашка» була опублікована в журналі «Если».
Автор ряду романів, перший з яких («Ненависть») вийшов у 2005 році, а також двох збірок оповідань. Окремі оповідання Юлії Остапенко друкувалися в журналах «Полудень, XXI століття», «Якщо», «Реальність фантастики», «Урал», «Чумацький Шлях», «Поріг», «Рок-Оракул» та збірниках фантастики. Суддя конкурсів літератури у жанрі фантастики «Блек Джек 2», «Третій день».
Є одним із авторів літературного проекту «Етногенез».
Лауреат премії «Срібна стріла — 2013» у номінації «Кращий чоловічий образ» за роман «Тирани. Борджіа».
Виховує доньку Єлизавету.

### Романи
- Ненависть. Роман. — М.: АСТ, СПб.: Астрель-СПб, 2005. — Серия: Вторая стрела: Фэнтези нового века. — 319 с. ISBN 5-17-028398-9
- Игры рядом. — М.: АСТ, СПб.: Астрель-СПб, 2005. — Серия: Вторая стрела: Фэнтези нового века. — 592 с. ISBN 5-17-029030-6
- Зачем нам враги. — М.: АСТ, 2006. — Серия: Заклятые миры. — 352 с. ISBN 5-17-035198-4
- Птицелов. — М.:АСТ; АСТ МОСКВА: Хранитель, 2007. — Серия: Заклятые миры. — 544 с. ISBN 978-5-17-038731-1
- Тебе держать ответ. — М.:АСТ; АСТ МОСКВА: Хранитель, Харвест, 2008. — Серия: с/с Юлии Остапенко. — 800 с. ISBN 978-5-17-047784-5
- Легенда о Людовике. — М.:АСТ; Астрель, ВКТ, 2010. — Серия: с/с Юлии Остапенко. — 800 с. ISBN 978-5-17-066536-5
- Тираны. Книга первая: Борджиа. — М.: АСТ, Этногенез 2012. — Серия: Проект Этногенез. — 272 с. ISBN 978-5-904454-62-3
- Свет в ладонях. — М.:АСТ; Астрель, Харвест, 2012. — Серия: Звездный лабиринт. — 320 с. ISBN 978-5-271-43654-3, 978-985-18-1597-1

### Збірники повістей та оповідань
- Жажда снящих. — М.: АСТ, 2006. — Серия: Звездный лабиринт. — 352 с. ISBN 5-17-036181-5
- Лютый остров. — М.:АСТ; АСТ МОСКВА: Хранитель, Харвест, 2008. — Серия: с/с Юлии Остапенко. — 320 с. ISBN 978-5-17-050433-6